# Монако
Мона́ко (фр. Monaco, МФА: [mɔnako]), официальное название — Кня́жество Мона́ко (фр. Principauté de Monaco) — карликовое государство, ассоциированное с Францией, расположенное на юге Европы на берегу Лигурийского моря; на суше граничит с Францией. Является одной из самых маленьких и наиболее густонаселённых стран мира. Княжество широко известно благодаря казино в Монте-Карло и проводимому здесь этапу чемпионата Формулы-1 — «Гран-при Монако».
Монако — многонациональное государство с широким этнокультурным, религиозным, расовым и национальным многообразием.
Страна является членом международных организаций: ООН (с 1993 года), ОБСЕ, Совета Европы (с 2004 года), Интерпола, ЮНЕСКО, ВОЗ. Главный офис Международной гидрографической организации находится в Монако. Монако имеет 12 дипломатических миссий в Западной Европе и постоянных представителей в ООН и Совете Европы. В 106 городах в 45 странах находятся почётные консульства Монако. 66 стран имеют генеральные консульства, консульства или почётные консульства в Монако.
Не являясь членом Европейского союза и НАТО, Монако тесно связано с экономическим аппаратом ЕС через свой таможенный союз с Францией и опорой на евро в качестве официальной валюты.

## Этимология
О происхождении и значении названия Монако не существует единого мнения. Согласно одной из гипотез, в VI веке до н. э. лигурийские племена основали на этом месте колонию Монойкос (Monoikos), название которой происходит от имени греческого мифологического героя Геракла — «Портус Геркулес Монойки», то есть «порт одинокого Геракла». Римский император Юлиан Отступник также писал об участии Геракла в сооружении порта Монако и прибрежной дороги. На этой дороге было размещено множество алтарей, посвящённых Гераклу, а на скале Монако был сооружён храм в его честь. Monoeci означает «одинокий», а Monoikos — «уединённый дом», что может обозначать храм Геракла на скале или изолированное сообщество жителей, населявших территорию вокруг скалы.

## История
Первые люди построили свои поселения на территории Монако в X веке до н. э., это были финикийцы. Много позже присоединились греки.
История современного Монако начинается в 1215 году с основанием на территории княжества колонии Генуэзской республики и строительством крепости.
8 января 1297 в ходе гражданской войны в Генуе Монако было занято Ф. Гримальди и его сторонниками. Эту дату принято считать началом правления династии Гримальди и существования независимого государства Монако. С тех пор уже на протяжении более 700 лет княжество управляется представителями этой фамилии.
В 1641 году по Перронскому договору княжество перешло под протекторат Франции.
В 1789 году страна была аннексирована Францией.
Парижский договор (первый) 30 мая 1814 восстановил княжество в границах, существовавших до 1 января 1792, под французским протекторатом.
После окончательного краха Первой империи согласно Парижскому договору 20 ноября 1815 года Монако было передано под протекторат Сардинского королевства.
В марте 1860 в благодарность за военную помощь, оказанную французским императором Наполеоном III делу объединения Италии, Сардинское королевство уступило Франции Савойю и графство Ниццу, включая Ментона и Рокебрюн. 18 июля 1860 Сардиния вывела свои войска из Монако, положив тем самым конец протекторату.
В 1865 году было открыто казино в Монте-Карло и создан таможенный союз с Францией. Эти события существенно подтолкнули экономическое развитие страны.
Первая конституция, ограничивающая власть князей, была введена в действие в 1911 году.
Существенное ускорение экономике Монако придала инвестиционная деятельность А. Онассиса, который расширил территорию княжества, инвестировал в строительство порта и развлекательную индустрию.
В 1993 году Монако стало полноправным членом ООН.
Широкий интерес к Монако пробудила свадьба в 1956 году тогдашнего правителя князя Ренье III (вступил на престол в 1949) с голливудской актрисой Грейс Келли. Князь Ренье также развернул активное строительство в Монако.
31 марта 2005 князь Ренье III, будучи слишком больным для осуществления своих полномочий, передал их своему единственному сыну и наследнику, князю Альберу. Ренье умер 6 апреля 2005.
В настоящее время правит сын Ренье III — князь Альбер II, вступивший на престол после смерти отца в 2005 году.

## Государственное устройство
По форме правления Монако — конституционная монархия с некоторыми вторичными признаками дуализма. Главой государства является князь.
Государственное устройство страны регулируется конституцией, введённой в действие 17 декабря 1962 года. Конституция, в частности, хоть и провозглашает принцип разделения властей, однако власть князя абсолютна (ничем и никем не может быть ограничена). В 2002 Конституция княжества была пересмотрена. Официально были несколько расширены полномочия законодательного органа (Национального совета).
Исполнительная власть представлена Государственным министром (главой правительства) и возглавляемым им Государственным советом (правительством) из четырёх человек. Государственный министр утверждается князем на срок в 3 года. С 1930 по 2002 год Государственным министром назначался французский гражданин по представлению французского правительства.
Законодательная власть поделена между князем и однопалатным Национальным советом (парламентом) из 24 членов, избираемых каждые 5 лет на основе всеобщего избирательного права. В 2002 году парламент получил право законодательной инициативы (ранее оно принадлежало только князю). Совет может вносить поправки к правительственным проектам, утверждает введение налогов. Он также ратифицирует международные договоры, изменяющие существующее внутреннее законодательство.
Судебная ветвь власти также возглавляется князем; различные судебные инстанции вершат правосудие от его имени. Орган конституционного надзора — Верховный суд, высшая судебная инстанция — Ревизионный суд, суды низшей инстанции — суды первой инстанции, низшее звено судебной системы — мировые судьи.
Основные политические организации: «Союз за Княжество», «Национальный союз за будущее Монако», «Объединение за развитие монакского общества», «Национально-демократический союз». Объединение профсоюзов Монако насчитывает около 5 тыс. членов.

## Географическое положение
Монако расположено на юге Европы на побережье Лигурийского моря близ французского Лазурного Берега в 20 км к северо-востоку от Ниццы. На суше княжество граничит с Францией, департамент Приморские Альпы.

Площадь страны составляет 2,02 км². Длина береговой линии — 4,1 км, протяжённость сухопутных границ — 4,4 км. За последние 20 лет территория страны увеличилась почти на 40 га за счёт осушения морских территорий.

## Административно-территориальное деление
Первоначально конституция Монако от 1911 года установила деление княжества на три коммуны. В дальнейшем поправка в конституцию от 1917 года объединила коммуны в одну. В дальнейшем княжество разделялось на административные районы (от 3 до 10 в разное время). Последнее изменение 2013 года, объединившее 3 из 10 районов в один, свело количество районов к 8.
Коммуны Монако (существовавшие в период с 1911 по 1917 год):
- Ла-Кондамин — район вдоль порта;
- Монако — старый город, расположенный на скалистом мысе;
- Монте-Карло — самый богатый и престижный район. Главная курортная зона, здесь расположены самые богатые резиденции.

| №                                                 | Районы           | Площадь (м²) | Население (По данным на 2000 год) | Население (По данным на 2016 г.) | Плотность населения/км² | Кварталы | Примечание                                                           |
| ------------------------------------------------- | ---------------- | ------------ | --------------------------------- | -------------------------------- | ----------------------- | -------- | -------------------------------------------------------------------- |
| Коммуна Монако                                    |                  |              |                                   |                                  |                         |          |                                                                      |
| 05                                                | Монако           | 184 750      | 1034                              | 1064                             | 5597                    | 19       | Старый город с княжеской резиденцией                                 |
| Коммуна Монте-Карло                               |                  |              |                                   |                                  |                         |          |                                                                      |
| 01                                                | Монте-Карло      | 281 461      | 3034                              | 8259                             | 10779                   | 20       | казино и курортная зона                                              |
| 02                                                | Сен-Роман        | 105 215      | 3223                              | 7087                             | 30 633                  | 15       | на северо-востоке граничит с французским городом Тенао               |
| 03                                                | Ларвотто         | 328 479      | 5443                              | 2026                             | 16 570                  | 15       | восточная пляжная зона                                               |
| 10                                                | Сен-Мишель       | 142 223      | 3807                              |                                  | 26 768                  | 24       |                                                                      |
| Коммуна Ла-Кондамин                               |                  |              |                                   |                                  |                         |          |                                                                      |
| 04                                                | Ла-Кондамин      | 237 283      | 3847                              | 5141                             | 16 213                  | 27       | морской порт                                                         |
| 07                                                | Ла-Колль         | 188 073      | 2822                              |                                  | 15 005                  | 15       | на западе граничит с Кап-д’Эль                                       |
| 08                                                | Ле-Ревуар        | 75 747       | 2515                              |                                  | 33 203                  | 11       |                                                                      |
| 09                                                | Монегетти        | 107 056      | 3003                              | 4195                             | 28 051                  | 18       |                                                                      |
| Новые земли{\displaystyle :} «отвоёванные» у моря |                  |              |                                   |                                  |                         |          |                                                                      |
| 06                                                | Фонвьей          | 324 157      | 3292                              | 4420                             | 10 156                  | 9        | начало строительства в 1971 году, планируется дальнейшее расширение. |
| 11                                                | Ле-Портье        | 275 000      | —                                 |                                  | -                       | -        | проект                                                               |
|                                                   | Княжество Монако | 1 974 444    | 32 020                            | 37 308                           | 16 217                  | 173      |                                                                      |

## Население
Согласно данным The World Factbook по состоянию на июль 2021 года, население Монако составляет 31 223 человека. По данным на 1 июля 2015 года, население Монако составляет 37 863 человека, но примерно 20 % полноправных граждан государства являются монегасками. Они освобождены от налогов, имеют право селиться в районе старого города. Плотность населения составляет 18 679 чел./км². Такая высокая плотность населения обусловливается тем, что Монако является городом-государством. По состоянию на 2019 год, по оценкам ООН, в Монако проживало 26 511 иммигрантов и их потомков, или 68 % населения страны. Ежегодный прирост населения составляет 0,53 % в год (на 2021 год). По состоянию на 2020 год, согласно данным всемирной книги фактов ЦРУ, население Монако имеет самый высокий средний возраст среди населения всех стран мира — 55,4 лет и является самым престарелым в мире. Возрастная структура населения Монако по состоянию на 2020 год: 0—14 лет — 9,41 %; 15—64 лет — 55,44 %; 65 лет и старше — 35,15 %. Средний возраст населения Монако, согласно данным The World Factbook на 2020 год, составлял 55,4 лет (1-е место в мире), в том числе, 53,7 лет у мужчин и 57 года у женщин. Соотношение числа мужчин и женщин: всё население — 0,94 (2020 год). Средняя ожидаемая продолжительность жизни населения Монако по состоянию на 2023 год: общая — 89,6 лет (1-е место в мире); мужчины — 85,8 лет; женщины — 93,6 года. По состоянию на 2021 год уровень рождаемости составляет 6,63 новорождённых на 1000 жителей (227-е место в мире). Суммарный коэффициент рождаемости (СКР) — 1,52 рождения на женщину. Из-за демографического старения населения неуклонно растёт уровень смертности, по состоянию на 2021 год уровень смертности составляет 10,47 умерших на 1000 человек (27-е место в мире). По состоянию на 2021 год уровень чистой миграции в Монако высокий и составляет 9,16 мигранта на 1000 жителей (8-е место в мире).
Национальный состав (2008):
- французы — 28,24 %;
- монегаски — 21,5 %;
- итальянцы — 18,57 %;
- британцы — 7,5 %;
- другие — 24,19 %.

Наиболее многочисленная религиозная группа — католики. К ним относятся 82 % населения княжества.

## Религия

### Христианство
Государственной религией Монако является католицизм. В настоящий момент 82 % населения страны являются католиками. В Монако действуют 5 католических приходов и один кафедральный собор, в котором находится кафедра архиепископа Монако. Епархия, существовавшая с середины девятнадцатого века, была преобразована в епархию архиепископа в 1981 году.
Протестанты (1,2 тыс.) открыли первый приход в княжестве в 1925 году. В настоящий момент они представлены реформатами (680 человек), англиканами (300 человек) и двумя неденоминационными общинами евангельских христиан.
С 1957 года в княжестве действует греческая православная община (120 прихожан).

### Другие религии
Последователями иудаизма являются 560 жителей Монако. Мусульманская община насчитывает 150 человек, преимущественно арабов. С середины 1950-х годов в княжестве действуют сторонники веры бахаи.
Предполагается, что в Монако имеются и верующие других конфессий и религий, однако их число незначительно и им не удаётся создать религиозную общину. Некоторые верующие этой страны посещают религиозные собрания в соседней Ницце или в других городах Франции.
Примерно 3,8 тыс. жителей княжества Монако не религиозны.

## Экономика
Экономика Монако развивается в основном за счёт туризма, игорного бизнеса, строительства новых резиденций, а также за счёт средств СМИ, освещающих жизнь княжеской семьи.
С 1 января 2019 году минимальный размер оплаты труда в Монако составляет 1695,07 € в месяц и 10,03 € в час при 39-часовой рабочей неделе и 169 рабочих часах в месяц. В Монако нет подоходного налога.
Преимущества: гарантируемая банковская тайна и низкие налоги привлекают миллиардные состояния из-за границы. В конце 1990-х годов объём средств, хранимых в монакских банках, имел ежегодный прирост 18 %. Отсутствует внешний долг, валютные резервы порядка — 2 млрд $. Низкая безработица (3 %).
Слабые стороны: по соглашению с Францией с 1994 года подозрительные счета раскрываются банками, что, впрочем, стало характерным и для всех остальных стран. Зависимость от экономических колебаний во Франции и Италии. НДС приносит 55 % государственных доходов. Требование ЕС ужесточить банковское и налоговое законодательство. Отсутствие ресурсов, полная зависимость от импорта.

## Правовая система
Правовая система Монако относится к романо-германской правовой семье и имеет значительное сходство с правом Франции. В целом ряде областей (страхование, телекоммуникации, почтовые услуги и др.) непосредственно действуют французские законы.
Конституция Монако (ст. 2) закрепляет за княжеством статус правового государства, основанного на уважении основных прав и свобод человека.
Основной источник гражданского права — Гражданский кодекс 1881 года, представляющий собой вариант ГК Франции 1804 года. Торговый кодекс Монако также весьма близок французскому аналогу.
Экономическое законодательство Монако нацелено на привлечение в страну иностранных капиталов путём предоставления сверхльготного налогового режима. В стране действует около 800 международных компаний и 50 банков.
Трудовое право Монако в целом соответствует международным стандартам. Работники могут свободно объединяться в профсоюзы. Конституцией закрепляется право на забастовку в соответствии с законодательством. Закон запрещает бастовать государственным служащим. Установленная законом рабочая неделя — 39 часов.
Главный источник уголовного права — УК Монако. Смертная казнь за все преступления была отменена Конституцией 1962 года (ст. 20). Последняя смертная казнь имела место в 1847 году.
В судопроизводстве, за некоторыми исключениями, также господствует французское законодательство. Согласно Конституции (ст. 19) арест (кроме ареста на месте преступления) допускается только на основании судебного ордера, выданного не позднее 24 часов с момента ареста.

## Транспорт
Монако связано с остальным миром при помощи железнодорожного, автомобильного, морского и воздушного транспорта.
Протяжённость железнодорожной сети составляет 1,7 км. Ширина колеи 1435 мм. Железные дороги эксплуатируются французской национальной железнодорожной компанией SNCF. Княжество связано с Францией как региональными маршрутами, так и скоростными поездами TGV. Поездом можно также доехать до Италии, конечная остановка город Вентимилья. Большая часть железнодорожных путей, проходящих через Монако, убрана в подземные туннели. Подземной является и единственная станция в стране — вокзал Монако — Монте-Карло.
Общая длина автомагистралей составляет 50 км. В стране действует 7 автобусных маршрутов, а также автобусное сообщение с портом Ниццы, откуда ходит трамвай до аэропорта Ниццы. Всего на территории Монако есть 143 автобусных остановки.
В городе действует два морских порта: в районах Ла-Кондамин и Фонвьей. В порту Эркюль района Ла-Кондамин действует водный автобус, соединяющий южную и северную часть порта. Также развита служба водного такси.
В районе Фонвьей расположена единственная на территории княжества воздушная гавань — вертодром Монте-Карло, связывающий его вертолётной линией с аэропортом Ниццы.

## Климат
Климат Монако субтропический средиземноморский, с тёплым сухим летом (средние температуры 20—25 °С) и мягкой дождливой зимой (средние температуры 10—12 °С). Подавляющее количество осадков выпадает осенью и зимой, солнечных дней в году — около 300, дождливых — около 60. Климат Монако аналогичен южному побережью Франции.
| Показатель                        | Янв. | Фев. | Март | Апр. | Май  | Июнь | Июль | Авг. | Сен. | Окт.  | Нояб. | Дек. | Год   |
| --------------------------------- | ---- | ---- | ---- | ---- | ---- | ---- | ---- | ---- | ---- | ----- | ----- | ---- | ----- |
| Средний суточный максимум, °C     | 12,3 | 12,5 | 14,0 | 16,1 | 19,4 | 23,0 | 25,8 | 25,9 | 23,8 | 19,9  | 16,1  | 13,4 | 18,5  |
| Средняя температура, °C           | 10,2 | 10,4 | 11,8 | 13,9 | 17,1 | 20,8 | 23,5 | 23,7 | 21,6 | 17,8  | 14,0  | 11,4 | 16,4  |
| Средний суточный минимум, °C      | 8,1  | 8,2  | 9,6  | 11,6 | 14,8 | 18,5 | 21,2 | 21,5 | 19,3 | 15,6  | 11,9  | 9,3  | 14,1  |
| Норма осадков, мм                 | 82,7 | 76,4 | 70,5 | 62,2 | 48,6 | 36,9 | 15,6 | 31,3 | 54,4 | 108,2 | 104,2 | 77,5 | 768,5 |
| Источник: Официальный сайт Монако |      |      |      |      |      |      |      |      |      |       |       |      |       |

## Искусство и культура
Монако является значительным культурным центром. Построенное в 1879 году по проекту архитектора Ш. Гарнье (автора Парижской оперы) здание Зала Гарнье является домом Филармонического оркестра Монте-Карло и Оперы Монте-Карло.
На этой сцене в разные годы пели: Н. Мелба, Э. Карузо, Ф. Шаляпин, П. Доминго, Л. Паваротти. В 1911 году здесь С. Дягилевым был основан Русский балет Дягилева под покровительством князя Монако Пьера. Здесь танцевали А. Павлова, В. Нижинский, Т. Карсавина, Дж. Баланчин, С. Лифарь. Позже — Р. Нуреев, М. Барышников.
В Монте-Карло была создана Академия классического танца имени принцессы Грейс, возглавляемая М. Безобразовой. Фонд князя Пьера, основанный Ренье III в честь отца, ежегодно вручает Большую литературную премию, Музыкальную премию князя Ренье III и Международную премию в области современного искусства.
В городе расположен знаменитый Океанографический музей Монако, директором которого был легендарный исследователь Жак-Ив Кусто.
Ежегодно в Монако проходит Международный цирковой фестиваль и телевизионный фестиваль (в Гримальди форуме).

## Спорт
Ежегодно с 1929 года в Монако проводится одно из самых престижных соревнований в автоспорте — «Гран-при Монако», которое с 1950 года входит в чемпионат мира «Формула-1». Трасса при этом пролегает по улицам города. Также Автоклуб Монако с 1911 года проводит «Ралли Монте-Карло» — одно из старейших автомотоспортивных состязаний в мире, входящее в календарь ведущих раллийных чемпионатов. Однако само ралли проводится большей частью по территории Франции, и лишь техническое обслуживание и выставочные спецучастки проводятся в самом княжестве.
Также здесь базируется одноимённый футбольный клуб «Монако», выступающий в чемпионате Франции по футболу. Клуб выступает на стадионе Луи II в районе Фонвьей. При этом федерация Монако по футболу не признана ФИФА, а клуб на международной арене выступает за Францию. При этом Монако состоял в NF-Board, организующей матчи непризнанных футбольных сборных.
Монако принимает один из этапов Global Champions Tour (международный турнир по конкуру). Этот этап признан самым престижным из серии, принимая самых известных всадников со всего мира.
В июле 2009 года в Монако проходило открытие велогонки «Тур де Франс». 2 июля в районе Ла-Кондамин прошло открытие «Тур де Франс». 4 июля первый этап велогонки проходил на территории княжества, велосипедисты проезжали 15 км по городским улицам, а 5 июля в Монако начался второй этап «Тур де Франс».
В период с 1998 по 2012 год в Монако на стадионе Луи II традиционно проходили матчи за Суперкубок УЕФА, встречались победитель Лиги чемпионов УЕФА и победитель Лиги Европы. С 2013 года место проведения Суперкубка УЕФА ежегодно меняется.
На набережной около японского сада расположена Аллея футбольных звёзд Golden Foot. Это футбольный аналог аллеи звёзд в Голливуде. Здесь оставили отпечатки своих ног многие выдающиеся футболисты мира, такие как Диего Марадона, Зидан и другие.

## Образование

### Начальное и среднее образование
В Монако есть 10 государственных образовательных учреждений, включая 7 детских садов и начальных школ и одну среднюю школу (колледж Шарля III), один лицей, который предоставляет общее и техническое образование (лицей Альберта I) и один лицей, предоставляющий образование в сфере туризма. Также в Монако есть две частные школы, финансируемые религиозными общинами (институт Франциска Ассизского Николя Баррэ и школа доминиканцев) и одна международная школа (международная школа Монако).

### Высшее образование
В Монако есть только одно высшее учебное заведение — Международный университет Монако. Монако не является участником Болонского процесса.

## Вооружённые силы
Под ружьём находится 82 человека. Монако, по всей видимости, единственное государство в мире, где размеры регулярной армии меньше численности военного оркестра (85 человек).
Иногда для армии находится работа:
— Это случилось в 1962 году. … Судьба Монако повисла на волоске. Президент Франции генерал де Голль пригрозил княжеству отключить электро- и водоснабжение, если оно не перестанет переманивать к себе банкиров и не введёт подоходный налог. 80 гвардейцев Королевского дворца и 207 полицейских Монако были подняты по тревоге. К счастью, войны не случилось. Князь пошёл на уступки…